# Chamaco
Chamaco és una pel·lícula cubana del 2010 dirigida per Juan Carlos Cremata Malberti, estrenada en 2010 basada en l'obra de teatre homònima d'Abel González Melo que tracta per primer cop la prostitució masculina a l'Havana i on també es denuncia la corrupció policial.

## Sinopsi
La història esdevé durant tres matinades al Nadal de 2006, i és per això a més, que la pel·lícula és fosca. Són onze capítols al voltant de la mort d'un jove al Parc Central. S'hi parla de secrets que la gent oculta gelosament, relacionats amb la prostitució masculina i la corrupció policial

## Repartiments
- Pancho García
- Laura Ramos
- Caleb Casas
- Fidel Betancourt
- Alina Rodríguez
- Luis Alberto García
- Aramís Delgado
- Alfredo Chang.

## Producció
Es tracta d'una pel·lícula independent, és a dir, no finançada per l'Instituto Cubano del Arte e Industria Cinematográficos, i en la que cap dels seus participants va cobrar. Tot i això, el seu director va rebre un visat oficial per tal d'exhibirla al Festival de Cinema Hispà de Miami. Fou exhibit al XII Festival Internacional de Cinema Gai i Lèsbic de Barcelona i va obtenir el premi Alba al Festival Internacional del Nou Cinema Llatinoamericà de l'Havana de 2010.